# خربة كرازة

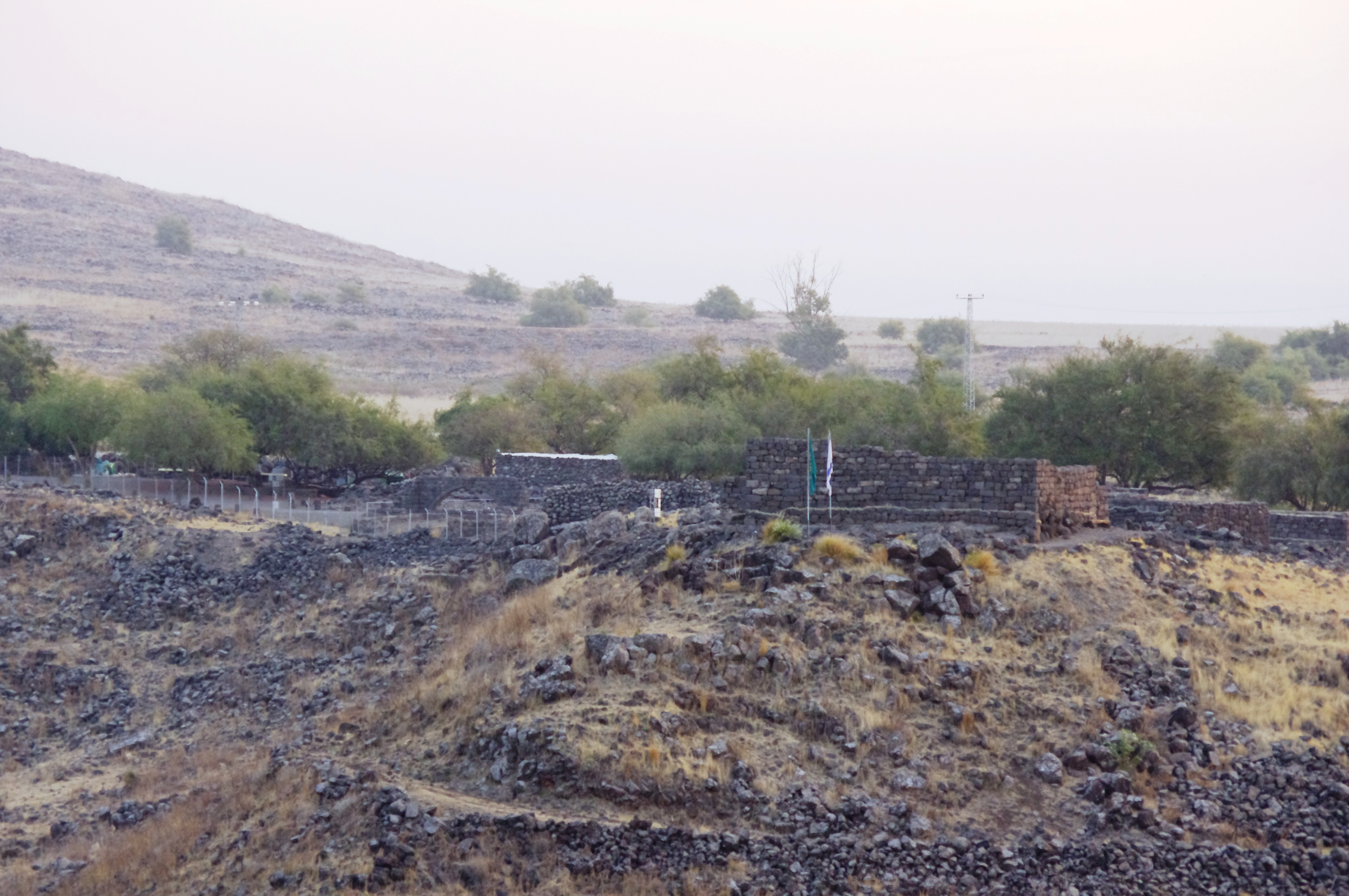
حديقة كورازيم الوطنية، إسرائيل.

خربة كرّازة، قرية فلسطينية تبعد 8.5 كيلومتر جنوب شرق مدينة صفد، يبلغ متوسط ارتفاعها عن سطح البحر 50 متر. احتلت قرية خربة كرازة من قِبَل الاحتلال الصهيوني بتاريخ 4 أيار 1948، حيث قامت عملية عسكرية ضد أهالي القرية بقيادة يفتاح والكتيبة المنفذة للعملية العسكرية هي الكتيبة الأولى للبلماح.

## القرية قبل الاحتلال
كانت القرية مبنية فوق تلّ صغير تمتد تحته صخور بركانية، على بعد نحو 4 كم شمالي شاطئ بحيرة طبرية. وكانت قريبة من موقع بلدة كُورَزِين القديمة، المذكورة في العهد الجديد من الكتاب المقدس (متى 11: 21؛ لوقا 10: 13) باعتبارها واحدة من البلدات التي بشّر السيّد المسيح فيها. كما أُنشئ فيها كنيس لليهود في القرن الثالث للميلاد، لكنه دُمّر في وقت ما من القرن الرابع. بالإضافة إلى ذالك، كانت خربة كرّازة تقع في الديار التي تحل قبيلة الزنغرية البدوية فيها؛ كان كثيرون من سكانها ينتمون إلى عشيرة السوالمة، وهي فرع من هذه القبيلة. في سنة 1948، كان في القرية نحو خمسة عشر منزلًا حجريّ البناء، وعدد مماثل من الخيَم التي كان القرويون شبه الرُّحل يقيمون فيها عندما لا يتنقلون مع مواشيهم. في الركن الشمالي من القرية كان مقام لولي مسلم محلي يُدعى الشيخ رمضان. كان المقام، المبنية حول ضريح الولي، يقوم بدور اقتصادي في حياة سكان القرية، إلى جانب دوره الديني. حيث كانوا يخزنون حبوبهم قُرب المقام، واثقين بأن أحدًا لن يجرؤ على انتهاك حرمة المقام وسرقة أي شيء مودع هناك. كشفت التنقيبات الأثرية عن خرائب بلدة كورزين وعن كنيس لليهود، كما كشفت عن ساحة أضرحة إلى الشرق من موقع القرية، وإلى الجنوب الشرقي.

## القرية اليوم
بات الموقع منطقة سياحية وأثرية. لا يزال بعض منازل القرية قائمًا، فضلًا عن خرائب منازل أُخرى. كما رُمّم أحد المنازل القديمة وجُدّد. ولا يزال قائمًا هناك أيضًا ضريح الشيخ رمضان الذي كان مقام القرية مبنيًا حوله، الضريح متداع، والبناء الذي كان يحتوي على الضريح زال وبات محاطًا بشجرات خروب كبيرة.

## المستعمرات الإسرائيلية على أراضي القرية
أُنشئت مستعمرتا «خورازين» و«أمنون» قرب موقع القرية في سنة 1983، وذلك على أراض تابعة لقرية السَمَكِية (قضاء طبريا) التي تقع على بعد 3.5 كلم إلى الجنوب، والتي هُجّر سكانها أيضًا.

## وصلات خارجية
- خربة كرازة ترحب بكم